# SpVgg Ratibor 03
Die SpVgg Ratibor 03 war ein deutscher Fußballverein aus dem oberschlesischen Ratibor. Die Stadt gehört heute zu Polen und heißt Racibórz.

## Geschichte
Der Club wurde am 10. Juli 1903 als Ratiborer FC (RFC) ins Leben gerufen und war der erste Fußballverein in Oberschlesien. Die Initiative zur Gründung ging von einem gebürtigen Ratiborer namens Fritz Seidel aus, der in Breslau beruflich tätig gewesen war und dort den Fußballsport kennengelernt hatte. Der RFC spielte in der Zeit vor dem Ersten Weltkrieg in roten Hemden und weißen Hosen anfangs auf dem Schützenhausplatz sowie auf der Kaulschen Wiese hinter der Brauerei, später auf dem Platz am Schlossgarten. Schon frühzeitig suchte der Verein den Kontakt zu Fußballern außerhalb der Heimatstadt. So ist er im DFB-Jahrbuch 1906 als Einzelmitglied des DFB verzeichnet und trug um dieselbe Zeit bereits Wettspiele gegen die Vereine Diana und Preußen aus der Nachbarstadt Kattowitz aus. Ab 1906 gehörte er dann zu den ersten Vereinen, die den Bezirk Oberschlesien im Südostdeutschen Fußball-Verband bildeten. Mit 40 bis 50 Mitgliedern war der RFC bis zum Ersten Weltkrieg der größte und leistungsstärkste Verein am Ort. Im Bezirk Oberschlesien war allerdings die Konkurrenz vor allem aus Kattowitz deutlich überlegen.
Ungefähr 1910 erfolgte die Umbenennung in Sportvereinigung Ratibor.
Nach Kriegsende geriet die Vorherrschaft der jetzt in weißen Hemden und gelben Hosen antretenden Fußballer von „03“ gegenüber den Lokalrivalen allerdings für rund ein Jahrzehnt ins Wanken. Vor allem Platzprobleme machten den Weiß-Gelben zu schaffen. Mehrmals musste die Spielstätte gewechselt werden, bevor sich der inzwischen SpVgg 03 heißende Verein 1926 im Stadtteil Ostrog an der ehemaligen Husarenkaserne unweit der Oder sein eigenes "03-Stadion am Birkenwald" baute. Diese Spielstätte an der Schlossstraße besaß als einziger Ratiborer Sportplatz Stehtraversen, dazu überhöhte Kurven für Radrennen. Es fasste etwa 10.000 Zuschauer.
Dank des neuen Stadions und der damit verbundenen finanziellen Möglichkeiten übernahm die 03-Elf ab 1930 wieder die Vorherrschaft in Ratibor – gerade noch rechtzeitig, um bei der Fußball-Neuordnung des Jahres 1933 durch die Nazis der neuen höchsten Klasse, der Gauliga Schlesien zugeteilt zu werden. Zwar konnten die Weiß-Gelben mit den oberschlesischen Spitzenteams Vorwärts-Rasensport Gleiwitz, Beuthener SuSV 09 und Preußen Hindenburg nicht mithalten, aber dank ihrer Heimstärke schafften sie bis 1936/37 immer wieder Plätze im Mittelfeld der Tabelle.
In der Spielzeit 1936/37 konnten die Ratiborer das spielerische Niveau nicht mehr halten und stiegen als Letzter ab. Zwar kehrte der Verein nach nur einem Jahr in die Erstklassigkeit zurück und schloss die Saison 1938/39 mit einem respektablen 7. Platz ab, aber als wenige Monate später der Zweite Weltkrieg begann, zog er sich wegen Spielermangels freiwillig aus der Gauliga zurück, beendete sogar den Spielbetrieb. Auf ein Angebot des Lokalrivalen Preußen Ratibor, mit diesem eine Kriegsspielgemeinschaft zu bilden, da man gemeinsam noch eine konkurrenzfähige Mannschaft hätte aufbieten können, gingen die Weiß-Gelben nicht ein. Sie sollten nie wieder im oberschlesischen Spielbetrieb mitmachen: 1945, nach dem für Deutschland verlorenen Krieg, erlosch der älteste Verein der Region, als Ratibor – wie ganz Schlesien und Oberschlesien – Polen zugesprochen wurde.

## Erfolge
- Oberschlesischer Vizemeister: 1909 (als FC Ratibor 1903)
- 1 × Meister Gau Ratibor: 1909[4] (als FC Ratibor 1903)

## Bekannte Spieler
- Arthur Bialas (als Jugendlicher)
- Franz Bialas (als Jugendlicher)
- Max Schirschin
- Karl Siemko